# My Sister and I
My Sister and I ist der Titel eines Buches, das erstmals 1951 in New York erschien. Auf der Titelseite wurden als Autor Friedrich Nietzsche und als Übersetzer und Verfasser der Einleitung der britische Nietzsche-Experte Oscar Levy genannt. Von dieser Schrift ist weder ein Originalmanuskript noch eine Version in deutscher Sprache überliefert. Das Buch hatte bisher zwei durch Jahrzehnte getrennte Rezeptionen. Bei der ersten Rezeption, kurz nach Erscheinen, waren sich alle Beteiligten schnell einig, dass es sich bei dem Text um eine Fälschung handelt: weder Nietzsche noch Levy seien an seiner Entstehung beteiligt gewesen. Die meisten Nietzscheforscher schlossen sich, in der Regel stillschweigend, dieser Auffassung an und ignorierten das Werk seither. Seit Mitte der 1980er Jahre gibt es jedoch eine zweite Rezeption des Textes, welche die Argumente der ersten zurückweist und es für wahrscheinlich hält, dass mehr oder weniger umfangreiche Passagen des Haupttextes authentisch sind.

## Inhalt
Der Text des Buches umfasst ungefähr 250 Seiten und lehnt sich in der Form an frühere Texte Nietzsches wie etwa Die fröhliche Wissenschaft an. Er ist in zwölf unbetitelte Kapitel unterteilt, die aus sehr unterschiedlich langen Abschnitten bestehen. Ein kurzer Epilog beschließt den Text.
Das Buch ist als Fortsetzung von Nietzsches Ecce Homo konzipiert und enthält Bekenntnisse und Stellungnahmen des Autors zu Personen und Ereignissen in seinem, also angeblich Nietzsches, Umkreis und allgemeine Reflexionen. 
Pia Daniela Volz, die die bisher ausführlichste Studie über Nietzsches Krankheiten und speziell seine letzten Jahre schrieb, fasst die wesentlichen Punkte des Buches zusammen: „Nietzsche identifiziert sich ... ausser mit den blutrünstigen Tyrannen Nero und Caligula auch mit dem Muttermörder Orest. Im ... Alptraum gleich zu Beginn des Buches nimmt er an der Beerdigung seiner Mutter teil — voller Freude über das Ende ihrer Tyrannei. [...] In My Sister and I finden sich ausschließlich böse Bemerkungen über die alte, verhasste Mutter mit ihren ‚Medusa-Augen‘. [Sie habe] aus ‚Tugendhaftigkeit‘ alle Liebe aus dem Haus verbannt und so ihre Kinder gezwungen, Halt aneinander zu suchen.“ Das inzestuöse Verhältnis zwischen Friedrich und Elisabeth stelle dann „das Hauptthema dar, um das alles kreist“. Diese beiden Aspekte wurden in der ersten Rezeption als derart frevelhaft empfunden, dass man die ganze Schrift entrüstet als „öde Pornographie“ zurückwies. 

## Vorgeschichte
Der Einleitung zufolge hat Nietzsche das Manuskript zu der später in englischer Übersetzung erschienenen Schrift My Sister and I während seines Aufenthaltes in der Jenaer Nervenheilanstalt verfasst, also in der Zeit von Mitte Januar 1889 bis März 1890. Weil schon sein Ecce Homo von seiner Familie unterdrückt worden sei und wegen der heiklen Thematik habe er My Sister and I heimlich schreiben und aus der Anstalt schmuggeln lassen müssen. Ein Mitinsasse, dessen Entlassung kurz bevorstand, sei ihm dabei behilflich gewesen, freilich ohne zu wissen, wer Nietzsche sei und welche potentielle Bedeutung das Manuskript habe. Nietzsche habe die Hoffnung gehegt, dass durch die Veröffentlichung dieser Schrift auch ein Druck auf die Familie entstünde, den Ecce homo zur Veröffentlichung freizugeben. 
Der entlassene Mitinsasse habe allerdings Nietzsches Wunsch, das Manuskript einem Verleger zuzuführen, nicht ernst genommen und es zunächst in seinem Hause liegen gelassen. Sein Sohn habe es später, als er nach Kanada auswanderte, mitgenommen. Da der Chef der Firma, bei der er dort arbeitete, ein ehemaliger Priester war, der sich generell für alte Schriften interessierte, habe er es ihm gezeigt, und der habe, da er von Nietzsche wusste, die Bedeutung der Handschrift erkannt und sie seinem Angestellten abgekauft.
Auf einer Schiffsreise von Kanada nach England habe jener Ex-Priester die Bekanntschaft eines jungen Amerikaners gemacht, der als Korrespondent für eine große US-Zeitung nach London ging. Dieser US-Journalist habe dem Ex-Priester später eine größere Gefälligkeit getan, bei der er „seine persönliche Freiheit riskiert“ habe, und als Lohn und Dank dafür habe der Ex-Priester ihm nach seiner Rückkehr nach Kanada, wie versprochen, jenes Nietzsche-Manuskript per Post nach London geschickt. Der Journalist habe sich daraufhin an Oscar Levy, den Herausgeber einer 18-bändigen englischen Nietzsche-Ausgabe, gewandt und ihn um die Übersetzung des Textes und Abfassung einer Einleitung gebeten. Da in Deutschland Elisabeth Förster-Nietzsche noch lebte, wolle er das Werk in Amerika herausbringen, wo Henry L. Mencken schon mit der Herausgabe von Der Antichrist Pionierarbeit geleistet habe.
Soweit die im März 1927 mit dem Namen „Oscar Levy“ gezeichnete Einleitung.
Erschienen ist das Buch aber erst 1951, und zwar im Verlag „Boar's Head Books“ in New York, einem der zahlreichen buchhändlerischen Unternehmungen des umstrittenen Literaten und Geschäftsmannes Samuel Roth, der übrigens in den 1920er Jahren als Korrespondent des New York Herald in London war. Roth hatte zu dieser Zeit einen schlechten Ruf als Verleger und Verbreiter erotischer Literatur — wozu etwa Werke von James Joyce oder D. H. Lawrence zählten —, wurde von „Gesellschaften zur Unterdrückung des Lasters“ verfolgt und mehrere Male zu Haftstrafen verurteilt. Er selbst sah sich jedoch als Kämpfer für Meinungs- und Pressefreiheit und wird im Rückblick auch gelegentlich als solcher gewürdigt.
Roth, der in den 1920er Jahren gute Verbindungen zu literarischen Kreisen in England hatte und so an das übersetzte Manuskript gelangt sein konnte, hatte 1927 in der von ihm herausgegebenen Zeitschrift Beau unter dem Titel The Dark Surmise. Concerning Friedrich Nietzsche and His Sister (Der dunkle Verdacht. Friedrich Nietzsche und seine Schwester betreffend) einen Abdruck des Textes in mehreren Folgen angekündigt. Dazu kam es nicht, weil die Zeitschrift sich nur kurze Zeit halten konnte. Er erschien erst 1951, nachdem Elisabeth Förster-Nietzsche 1935 und Oscar Levy 1946 gestorben waren. Roth gibt als Grund für die Verzögerung nur an, erst jetzt sei ein „ungefährdetes“ Erscheinen möglich geworden.

## Erste Rezeption: Zurückweisung als Fälschung
Das Buch wurde zunächst von der philosophischen Fachwelt und von allen größeren Presseorganen ignoriert, weil es thematisch sehr heikel und in einem dubiosen Verlag erschienen war. Eine schließlich doch im renommierten Saturday Review of Literature Anfang 1952 erschienene Rezension löste aber eine heftige Diskussion aus, die ausschließlich von deutschen und österreichischen Emigranten und vorwiegend in der deutsch-jüdischen New Yorker Zeitschrift Aufbau stattfand. Beteiligt waren: der Philosoph und Bibliothekar Adolf K. Placzek, der Publizist Alfred Werner, der Schriftsteller Thomas Mann sowie die Philosophieprofessoren und Nietzsche-Experten Ludwig Marcuse und Walter Kaufmann.
Placzek, der angibt, Nietzsche „zeitlebens“ studiert zu haben, referierte am 2. Februar 1952 im Saturday Review kurz die in der Einleitung beschriebene Entstehungsgeschichte des Buches und den Inhalt. Dieser bestehe aus „zwar unzusammenhängenden, aber erstaunlich kohärenten Abschnitten“. Inwieweit die galanten Geschichten über Nietzsches Liebesleben auf Tatsachen beruhten oder auf Halluzinationen, müsse dahingestellt bleiben. Auch die Schilderung eines eigenen Wutanfalls anlässlich des Todes seiner Mutter (die, wie ein Fälscher wissen musste, noch bis 1897 lebte) bedürfe einer Erklärung. Gleichwohl beurteilte er den Inhalt als „explosiv“. Er schloss die relativ kurze Rezension mit den Worten: „Falls dies eine authentische Schrift Nietzsches ist, muss sie zu den größten literarischen Entdeckungen des zwanzigsten Jahrhunderts gezählt werden; falls alle Beteiligten, einschließlich Dr. Levy, getäuscht wurden, ist dies der raffinierteste Schabernack in der Kulturwelt seit van Meegerens Vermeer.“ 
Diese Rezension veranlasste Werner, den damals in den USA lebenden Thomas Mann – der einige Jahre zuvor mit seinen Werken Doktor Faustus und Nietzsches Philosophie im Lichte unserer Erfahrung als Nietzsche-Kenner hervorgetreten war – brieflich (3. März) auf das „unselige Buch“ aufmerksam zu machen und anzufragen, ob nicht Verehrer Nietzsches gegen diese „grobe Fälschung“ Stellung nehmen sollten. Mann, der das Buch nicht kannte, nahm Werners Angebot an, sich das „Machwerk“ von ihm schicken zu lassen. Er kam zu der Auffassung, dass es sich „um einen offenkundigen Schwindel [handele], dem man nicht mit wissenschaftlicher Diskussion, sondern nur mit Hohn und verachtungsvoller Blossstellung begegnen kann“. (Brief an Werner, 5. April) Er wollte aber nicht selbst das Wort ergreifen, sondern dies dem befreundeten Ludwig Marcuse überlassen. In Briefen an die New York Times und den Londoner Observer (beide 8. April) setzte Mann sich für den Abdruck eines Artikels von Marcuse ein. Da keine der großen Zeitungen das Thema anpacken wollte, wurde Marcuses Artikel schließlich in der deutsch-jüdischen Emigrantenzeitschrift Aufbau abgedruckt. Er trug den Titel Ein Stück aus dem literarischen Tollhaus (zwei Folgen: 18. und 25. April), spießte zwar einige Ungereimtheiten von Einleitung und Haupttext auf, war aber nach Thomas Manns Vorschlag vorwiegend in spöttischem Ton gehalten.
Nun meldete sich Kaufmann zu Wort (Aufbau, 9. Mai). Er habe Werner, als dieser ihn Ende Februar anrief und noch kaum glauben mochte, dass der Text eine Fälschung sei, auf eine eigene Rezension hingewiesen, die bereits am 24. Februar im Milwaukee Journal erschienen sei. In dieser Rezension habe er, zwei Monate vor Marcuse, schon auf eine Reihe von Punkten aufmerksam gemacht, die von Marcuse übersehen worden seien. So sehr er dessen Besprechung begrüsse, müsse er doch Marcuses Auffassung widersprechen, der Fälscher müsse viele Nietzsche-Seminare besucht und die gesamte Nietzsche-Literatur von Riehl bis Jaspers intus haben; vielmehr seien dessen Nietzsche-Kenntnisse so dürftig, dass er sie durch flüchtige Lektüre von seinem, Kaufmanns, Nietzsche-Buch (1950) gewonnen haben konnte. Im Übrigen erscheine in der Mai-Ausgabe von The Partisan Review ein Artikel von ihm, in dem Antworten auf Marcuses Fragen und Korrekturen zu dessen (und einem inzwischen von Werner publizierten) Artikel gegeben werden. 
Werner hatte am 2. Mai ebenfalls im Aufbau Marcuses Artikel kritisiert und obendrein ohne Zustimmung von Thomas Mann aus dessen Briefen an ihn zitiert. Mann zeigt sich in seinem Tagebuch verärgert über den Verlauf der Sache: über das „törichte Sich wichtig machen des A. Werner“ (5. Mai) ebenso wie über die „süffisante Gelehrteneitelkeit“ von Kaufmann. Durch Werners Indiskretionen in die öffentliche Debatte einbezogen, sah er sich zu einer kurzen Stellungnahme Meine Meinung über „My Sister and I“ (Aufbau, 16. Mai) genötigt. Er verteidigt seinen Freund Marcuse und gibt zu bedenken, dass mit der „‚Enthüllung‘ des begehrten Handelsartikels als eines läppischen Falsums“ nicht alles getan sei; der „pathologische Spaßvogel, er sei lebend oder tot, der es dem Verlag fabrizierte“, sei noch ausfindig zu machen.
Letzteres dauerte noch eine Weile. Trotz der Streitigkeiten um Priorität und Fehler im Detail waren sich alle Beteiligten schließlich darin einig, dass es sich sowohl bei My Sister and I als auch, was Rückfragen bei Levys Tochter bekräftigten, bei der Einleitung um eine Fälschung handelte. Nur den Fälscher hatte man nicht gefunden. Obwohl die gelehrte Welt auch nach der Debatte in Aufbau keinerlei Interesse an diesem Buch und dessen Urheber zeigte, lieferte Kaufmann sechzehn Jahre später die Identität des Fälschers nach. Der „inzwischen verstorbene“ Schriftsteller David George Plotkin, schrieb Kaufmann 1968, habe ihn 1965 aufgesucht und ihm „eine lange handgeschriebene und unterschriebene Erklärung“ gegeben, in der er sich als Autor von My Sister and I bezeichnet. Diese mit dreijähriger Verspätung bekannt gegebene Erklärung hat jedoch nie ein Dritter gesehen, und in Kaufmanns Nachlass ist sie nicht erhalten.
Trotz des allgemeinen Desinteresses an dem Buch und trotz der nach anfänglichen Schwankungen schließlich einhelligen Einschätzung als Fälschung durch die, die sich damit befasst hatten, gab es später Skeptiker, die diese pauschale Zurückweisung des gesamten Textes für unangebracht hielten und, ohne die offenkundigen Ungereimtheiten zu leugnen, versuchten, einen authentischen Kern des Textkonvoluts, also wahrscheinlich tatsächlich von Nietzsche stammende Passagen, zu eruieren.

## Zweite Rezeption: Ein authentischer Kern?
Mindestens ein solches Votum gab es bereits kurz nach Erscheinen von My Sister and I und zeitlich vor der geschilderten Debatte. Es stammt von dem Psychoanalytiker Wilhelm Reich, der ein lebenslanger Verehrer Nietzsches war, seiner ersten Schrift ein Motto von Nietzsche vorangestellt hatte und noch im Alter notierte, er kehre immer wieder zu Nietzsche zurück. Reich ignorierte die Ungereimtheiten und Widersprüche des Textes und betrachtete die sexuellen Geständnisse darin nicht als Besudelung Nietzsches, sondern urteilte vielmehr, Nietzsche habe hier „endlich die volle Wahrheit über sich selbst“ geschrieben.
Reichs eher beiläufig abgegebenes Urteil blieb seither unbeachtet. Die Einschätzung aller Beteiligten an der Diskussion von 1952, dass es sich bei dem Buch um eine Fälschung handelt, führte dazu, dass es – trotz mehrerer Neuauflagen – in der Fachwelt und speziell der Nietzsche-Forschung ignoriert wurde. Heinz F. Peters, der 1977 eine Monographie über „Fritz und Lieschen Nietzsche“ herausbrachte, warnt noch einleitend kurz vor dieser Fälschung, diskutiert sie aber nicht. Spätere Arbeiten über Elisabeth Förster-Nietzsche, die ja stets in Hinblick auf ihr Verhältnis zu ihrem Bruder angelegt sind,
erwähnen My Sister and I gar nicht mehr. Dies trifft auch für sämtliche bekannten Nietzsche-Biographien zu. 
Erstmals gut drei Jahrzehnte nach der ersten Rezeption, 1986, meldete sich wieder ein Autor zum Thema My Sister and I zu Wort. Der US-amerikanische Germanist Walter K. Stewart stand der zurückliegenden Diskussion, die nur in einigen Artikeln in „obskuren“ Zeitungen statt in Fachzeitschriften erfolgte und schnell mit dem pauschalen Verdikt „Fälschung“ abgeschlossen wurde, skeptisch gegenüber und schrieb einen Artikel, in dem er dreierlei zeigen will:
- dass die bisher gegen das Buch vorgetragenen Thesen inadäquat sind;
- dass das Buch deutliche Verbindungen zu Nietzsches publizierten und unpublizierten Schriften aufweist;
- dass Nietzsches physische und mentale Befindlichkeit zu der Zeit, in der das Originalmanuskript entstanden sein soll, in erheblichem Masse verfälscht dargestellt worden sind.

Insbesondere will Stewart zeigen, dass Kaufmanns vorgeblich vernichtende Kritik an dem Text bei näherer und nüchterner Betrachtung keineswegs überzeugend sei. Er behauptet nicht, die Fragen, die das Buch aufwirft, gelöst zu haben, wohl aber, dass die frühere Argumentation nicht tragfähig sei, um das eindeutige Verdikt „Fälschung“ zu rechtfertigen. Der Fall sei also nach wie vor offen und – wegen der Folgen für die Bewertung von Nietzsches Einfluss auf das moderne Denken – es wert, neu aufgerollt und genauestens untersucht zu werden. Stewarts Artikel erschien zwar in einer angesehenen Zeitschrift, in der von der Fordham University herausgegebenen Thought, blieb aber ohne jedes publizierte Echo. Eine Folge von Stewarts Artikel war indes der Entschluss zweier junger Verleger, das Buch 1990, angereichert mit einer Dokumentation zur bisherigen Diskussion, neu herauszugeben.
Das Neuerscheinen des Buchs veranlasste Reginald Hollingdale, einen bekannten britischen Nietzsche-Forscher und -Übersetzer, zu einer kurzen Rezension. Er zitiert eine längere Passage aus My Sister and I und fragt: „Hat Nietzsche das geschrieben? Nein, natürlich nicht; und das ist auch keine Übersetzung aus dem Deutschen.“ Der Stil stamme von Sade; das Buch sei für den Porno-Markt geschrieben. Er fügt hinzu: „Nicht eine einzige Passage zeigt irgendeine Ähnlichkeit zu Nietzsches bekanntem Werk.“ Entsprechend attackiert er auch Stewarts dem Buch beigegebenen Artikel.
Eine weitere Besprechung erschien in Telos. Kathleen Wininger, eine junge Philosophie-Professorin, die über Nietzsche promoviert hatte, zeigt sich offen für die den Text durchziehende Thematik „Frauen und Sexualität“. Obwohl die Authentizität des Textes nur schwer feststellbar sei und die Fehler und Widersprüche ein Problem darstellen, nennt sie das Ganze doch eine „mögliche Geschichte“. Stewart habe die relevanten Fragen dazu gestellt. 
Ein anderer Autor, der, unabhängig von Stewarts Arbeit, zur gleichen Zeit die Frage der Autorschaft von My Sister and I wieder aufrollte, war der deutsche Philosophieprofessor Hermann Josef Schmidt. Schmidt ist als Nietzsche-Forscher bestens ausgewiesen und trat 1991 mit einer monumentalen, zweitausendfünfhundert Seiten in vier Bänden umfassenden Studie über Nietzsches Kindheit und Jugend hervor: Nietzsche absconditus. In Teil III, Nietzsche absconditissimus, innerhalb eines Kapitels über Nietzsches Geschlechtlichkeit – ein Schlüssel zu vielem? geht er in einem 35-seitigen Exkurs auf die Frage ein, „deren potentielle Bedeutsamkeit in irritierender Weise geradezu in umgekehrtem Verhältnis zu ihrer Seriosität zu stehen scheint“. Schmidt kommt zu folgenden (Zwischen-)Ergebnissen:
- „Erstes Fazit: insbesondere die für Jena rekonstruierbaren Rahmenbedingungen schliessen die Annahme einer Autorschaft Nietzsches nicht nur nicht aus, sondern machen sie eher wahrscheinlich. [...]“
- „Zweites Fazit: es passt also alles zumindest im Sinne der Möglichkeit schon recht beeindruckend zusammen. [...]“
- „Drittes Fazit: wenn irgendwann in seinem Leben, dann hätte sich Nietzsche nicht nur frühestens, sondern insbesondere in den knapp anderthalb Jahren Jena ... zu seiner erotischen Lebensgeschichte äussern ... können, denn vorher wäre er dazu zu vorsichtig und gehemmt und später wohl zu schwachsinnig gewesen. [...]“
- „Viertes Fazit: ... nun wäre die Annahme plausibel – und plausibler als ihr Gegenteil –, dass es in My Sister and I umfangreichere Passagen geben muss, die nicht erstmals Ende der Vierzigerjahre formuliert wurden, und dass diese Passagen genau das treffen müssen, was My Sister and I später berühmt und berüchtigt machte: die geschwisterliche Inzeststory. [...]“
- „Fünftes Fazit: [Erwägungen zur Rolle Oscar Levys].“

Schmidt als einer der weltweit besten Kenner von Kindheit und Jugend Nietzsches bescheinigt dem Verfasser, wenn es denn ein Fälscher war, „ein recht intimer Kenner der Juvenilia Nietzsches“ gewesen zu sein. Dazu kontrastieren freilich die zahlreichen offenkundigen Ungereimtheiten. Deshalb fasst er seine Auffassung zusammen
- dass „My Sister and I in der Substanz auf einen teils gekürzten, teils drastisch erweiterten Text Nietzsches zurückgeht.“

Freilich blieben dennoch viele Rätsel offen, „Rätsel, die zu lösen nicht unwichtig wäre, da Nietzsches Lebens- und Denkentwicklung von seinen zwischenmenschlichen Problemen nachhaltig beeinflusst ist, und hier wieder das Geschwisterverhältnis mit seinen Tiefen und Untiefen einen wichtigen Rang einnimmt.“
Diese Wiederbelebung der Diskussion um My Sister and I Anfang der 1990er Jahre hatte zur Folge, dass der Wiener Verlag Turia & Kant 1993 in Anzeigen das Erscheinen der ersten Rückübersetzung des Textes, Friedrich Nietzsche: Ich und meine Schwester. Das Werk aus der Nervenklinik, ankündigte, denn „neuere Dokumente lassen die Fälschungsthese als zweifelhaft erscheinen“. Das Projekt wurde aber stillschweigend eingestellt.
Der britische Psychologe Heward Wilkinson stieß 1994 per Zufall auf ein Exemplar von My Sister and I und wunderte sich, dass er dem Titel bei seinen bisherigen Nietzsche-Studien nie begegnet war. Er befasste sich genauer mit dem Buch und dessen merkwürdiger Rezeption, schrieb zunächst, 1997, eine Rezension und fünf Jahre später einen längeren Artikel, in dem er seine Überzeugung begründete, dass der Text „aufgrund der eindrucksvollen Kontinuität des Stils und der behandelten Problematik“ im Anschluss an Ecce homo sehr wahrscheinlich von Nietzsche stammt. Die durch Ecce homo aufgeworfene Frage „Wer ist Friedrich Nietzsche?“ löse sich darin in ein raffiniertes postmodernes Dilemma auf. 
Der israelische Schriftsteller Yeshayahu Yariv schrieb anlässlich einer 2006 erschienenen hebräischen Version von My Sister and I ein Nachwort. Er setzt sich darin mit den Ungereimtheiten des Textes und seiner Überlieferung sowie mit Kaufmanns Argumenten auseinander und schlägt vor, als Kriterium der Authentizität ausschließlich den Text heranzuziehen, den er nicht als Buch, sondern als Sammlung von Notizen sieht und deshalb lieber Last Pages betiteln würde. Nietzsche habe in einem Zustand geschrieben, in dem Klarheit und Halluzinationen wechselten. Deshalb werde man nie wissen, in welchem Sinne die Geschichten über die Mutter, die Schwester und seine Geliebten stimmen. Aber darauf käme es gar nicht an. Yariv ist von der Autorschaft Nietzsches überzeugt, denn ein Fälscher hätte niemals die Nietzsche'sche Diktion über 250 Seiten durchhalten können und wäre außerdem bestrebt gewesen, das Werk den früheren intentional ähnlich zu machen. Hier aber habe einer gegen den (alten) Nietzsche geschrieben: der (neue) Nietzsche. Deshalb gab Yariv seinem Nachwort den Titel, den er aus dem Buchtext zitiert: „Nietzsche contra Nietzsche“. 
Die erste Monographie zum Thema erschien 2007, 185 Seiten stark, geschrieben von Walter Stewart. Ein Rezensent der 1990er Ausgabe von My Sister and I, in der Stewarts Aufsatz von 1986 abgedruckt ist, hatte geschrieben, diesem sei es nicht gelungen, Kaufmanns These von der Fälschung zu widerlegen. Der Beweis für Stewarts Behauptung, Kaufmanns Kritik könne Punkt für Punkt entkräftet werden, müsse von ihm erst noch erbracht werden. Ebendies will er hier in acht ausführlichen und aufwendig belegten Kapiteln tun. Als Ergebnis fasst er zusammen:

1. Es gab keine wirkliche Widerlegung von My Sister and I [als Werk Nietzsches]. Die Behauptungen von Kaufmann und anderen sind unbelegt, ungenau und daher wertlos;
2. Die Behauptungen, es gäbe Anachronismen im Buch, sind falsch;
3. Nietzsches gesundheitliche Verfassung in der [Jenaer] Anstalt wurde falsch dargestellt, was jede objektive Analyse des Buchs beeinträchtigt hat;
4. Der Autor von My Sister and I, das angeblich kurz nach Nietzsches Zusammenbruch geschrieben wurde, äußert dieselben Ansichten, schreibt aufgrund gleicher Erinnerungen und behandelt die gleichen Themen wie Nietzsche sowohl in dem kritischen Jahr vor dem Zusammenbruch als auch während seiner Zeit in der Anstalt;
5. Im Buch sind die gleichen Themen und Probleme genau und detailliert behandelt, die Nietzsche vor und kurz nach dem Zusammenbruch beschäftigten;
6. Nietzsches persönlichste Gedanken, sein Wissen über Menschen und Dinge sowie seine Meinungen über Andere sind im Buch treffend wiedergegeben.

Stewart betont freilich abschließend noch einmal, dass trotz allem „kein Nietzscheforscher, er selbst eingeschlossen, sagen könne, Nietzsche habe das Buch geschrieben“. Aber alle anderen Hypothesen stünden auf noch unsichererem Grund. In seinem Aufsatz von 1986 hatte Stewart abschließend erklärt: „Falls es irgendeine Verbindung zwischen My Sister and I und Nietzsche gibt, könnte dies bedeutsame Auswirkungen nicht nur auf die Nietzscheforschung, sondern auch auf die Einschätzung von Nietzsches Beitrag zum westlichen Denken haben.“ Im Buch von 2007, in dem er diese Verbindung hergestellt zu haben behauptet, sagt er im letzten Satz nur, dass My Sister and I weit größere Aufmerksamkeit verdiene und er hoffe, hierfür den ersten Schritt getan zu haben.

## Editionen
- My Sister and I by Friedrich Nietzsche. Trans. and intr. by Oscar Levy. New York: Boar's Head Books 1951; zahlreiche Neuauflagen, am verbreitetsten: My Sister and I. Trans. and intr. by Oscar Levy. Los Angeles: Amok Books 1990 ISBN 1-878923-01-3 (enthält Nachdrucke aus der Kontroverse um das Buch).
- Übersetzungen
  - Brasilianisch: A minha irmã e eu. Trad. de Rubens Eduardo Frías. São Paulo: Moraes 1992 ISBN 85-88208-77-6.
  - Chinesisch: 我妹妹和我 [Wo mei mei yu wo]. Übers. Cangduo Chen. Beijing Shi: Wen hua yi shu chu ban she 2003 ISBN 75-0392-355-5.
  - Deutsch: Ich und meine Schwester. Das Werk aus der Nervenklinik. Wien: Turia + Kant 1993 ISBN 3-85132-066-2 (angekündigt, nicht erschienen).
  - Deutsch: Meine Schwester und ich. Englisch und Deutsch. Übersetzt und mit Nachwort von Christian Fernandes. Würzburg: Königshausen & Neumann 2025.
  - Hebräisch: [Meine Schwester und ich]. Übersetzung von Halit Yeshurun. Tel Aviv: Yedioth Ahronoth Books 2006 (with a review Nietzsche contra Nietzsche by Yeshayahu Yariv).
  - Japanisch: Hi ni kakenoboru / [Übers.:] Rin Jûbishi, Tôkyô, Shiki-sha 1956.
  - Koreanisch: Nich'e-ch'oehu-ŭi-kobaek: na-ŭi-nui-wa-na = My sister & I / P'ŭridŭrihi Nich'e. Yi Tŏk-hŭi omgim. Yi, Tŏk-hŭi [Übers.]. Sŏul: Chakka Chŏngsin 1999 ISBN 89-7288-111-2.
  - Portugiesisch: A minha irmã e eu. Trad. de Pedro José Leal. Lisboa: Hiena 1990.
  - Spanisch: Mi hermana y yo. Trad. de Bella M. Abelia. Buenos Aires: Rueda 1956; Barcelona: Hacer 1980; Madrid: EDAF 1996 ISBN 84-7166-720-7.

### Zur ersten Rezeption
- A[dolf] K. Placzek: Nietzsche Discovery. In: Saturday Review of Literature, 2 February 1952, pp. 19–20 (enth. in Amok-Edition)
- Walter Kaufmann: Herr Nietzsche's 'Lost Confessions'. In: Milwaukee Journal, 24 February 1952
- Margaret Meehan: Rediscovered Nietzsche. In: Saturday Review of Literature, 5 April 1952, p. 22 (enth. in Amok-Edition)
- A[dolf] K. Placzek: Letter re: Mrs Meehan's Answer. In: Saturday Review of Literature, 5 April 1952, p. 22 (enth. in Amok-Edition)
- Ludwig Marcuse: Ein Stück aus dem literarischen Tollhaus [I]. In: Aufbau (New York), vol. 18, n. 15, 18. April 1952, S. 11–12
- Ludwig Marcuse: Ein Stück aus dem literarischen Tollhaus II. In: Aufbau (New York), vol. 18, n. 16, 25. April 1952, S. 11–12
- Alfred Werner: Der Pseudo-Nietzsche. In: Aufbau (New York), vol. 18, n. 18, 2. Mai 1952, S. 7
- Walter Kaufmann: Re: Nietzsche's 'My Sister and I'. In: Aufbau (New York), vol. 19, n. 18, 9. Mai 1952, S. 8
- Ludwig Marcuse: Meine Nietzsche-Artikel und ihre ‚Hintergründe‘. In: Aufbau (New York), vol. 18, n. 20, 16. Mai 1952, S. 5
- Thomas Mann: Meine Meinung über ‚My Sister and I‘. In: Aufbau (New York), vol. 18, n. 20, 16. Mai 1952, S. 5
- Alfred Werner: Wer schrieb ‚My Sister and I‘? In: Aufbau (New York), vol. 18, n. 22, 30. Mai 1952, S. 5
- Walter Kaufmann: Nietzsche and the Seven Sirens. In: Partisan Review, vol. 19, n. 3, May/June 1952, pp. 372–376 (enth. in Amok-Edition)
- Walter Kaufmann: Notice on "My Sister and I" (9th printing 1953). In: Philosophical Review, vol. 65, n. 1, Jan 1955, pp. 152–153 (enth. in Amok-Edition)
- Thomas Mann: Tagebücher 1951–1952. Hg. Inge Jens, Frankfurt/M.: S. Fischer 1993 (Zahlreiche Einträge vom 10. März bis 3. Juni 1952; Kommentare)

### Zur zweiten Rezeption
- Walter K. Stewart: My Sister and I. The Disputed Nietzsche. In: Thought, a Review of Culture and Idea, vol. 61, no. 242 (1986), pp. 321–335 (enth. in Amok-Edition)
- Pia Daniela Volz: Der unbekannte Erotiker. Nietzsches fiktive Autobiographie ‚My Sister and I‘. In: Karl Corino (Hg.): Gefälscht! Nördlingen: Greno 1988, S. 287–304
- Hermann Josef Schmidt: Nietzsche absconditus oder Spurenlesen bei Nietzsche. Kindheit. Teil 3. Berlin / Aschaffenburg: IBDK-Verlag 1991, S. 629–663 ISBN 3-922601-08-1
- R[eginald] J[ohn] Hollingdale: Review of 'My Sister and I'. (ed. Amok Books). In: Journal of Nietzsche Studies, issue 2, autumn 1991, pp. 95–102
- K[athleen] J. Wininger: The Disputed Nietzsche. In: Telos. A Quarterly Journal of Critical Thought, number 91, spring 1992, pp. 185–189 (Review of My Sister and I)
- Heward Wilkinson: review of My Sister and I. In: International Journal of Psychotherapy, vol. 2, n. 1, 1997, pp. 119–124
- Heward Wilkinson: Retrieving a posthumous text-message; Nietzsche's fall: the significance of the disputed asylum writing 'My Sister and I'. In: International Journal of Psychotherapy, vol. 7, n. 1, 2002, pp. 53–68
- Steffen Dietzsch / Leila Kais: Exkurs: „My Sister and I“. In: dies.: Oscar Levys europäische Nietzsche-Lektion. In: Oscar Levy: Nietzsche verstehen. Essays aus dem Exil 1913-1937. Berlin: Parerga 2005, S. 271–341 (305–313)
- Yeshayahu Yariv: "Nietzsche contra Nietzsche". Tel Aviv 2006 (Nachwort zur hebräischen Ausgabe von My Sister and I)
- Walter K. Stewart: Nietzsche: My Sister and I. A Critical Study. s. l.: Xlibris 2007, ISBN 978-1-4257-6097-7 (185 pp.)
- Walter K. Stewart: Friedrich Nietzsche: My Sister and I. Investigation, Analysis, Interpretation. s. l.: Xlibris 2011, ISBN 978-1-4653-4789-3 (290 pp.)
- Jay A. Gertzman: Samuel Roth: Infamous Modernist. Gainesville FL/USA: U Press of Florida 2013, ISBN 978-0-8130-4417-0 (pp. 233–244)
- Christian Fernandes: Nachwort des Übersetzers. In: Friedrich Nietzsche: Meine Schwester und ich. Englisch und Deutsch. Würzburg: Königshausen & Neumann 2025, S. 397–414

## Nachweise
1. ↑  Pia Daniela Volz: Nietzsche im Labyrinth seiner Krankheit. Würzburg: Königshausen und Neumann 1990 (Diss. Tübingen 1988)
2. ↑  Pia Daniela Volz: Der unbekannte Erotiker. Nietzsches fiktive Autobiographie ‚My Sister and I‘. In: Karl Corino (Hg.): Gefälscht!. Nördlingen: Greno 1988, S. 293–295
3. ↑  Vgl. Gay Talese: Du sollst begehren. Auf den Spuren der sexuellen Revolution. (1980) Berlin: Rogner und Bernhard 2007, Kap. 6, S. 122–145
4. ↑  Walter Kaufmann: Nietzsche. Philosopher, Psychologist, Antichrist. 3rd edition 1968, hier zitiert nach der deutschen Ausgabe Nietzsche. Philosoph, Psychologe, Antichrist. Darmstadt: Wissenschaftliche Buchgesellschaft 1982, S. 519
5. ↑  Wilhelm Reich: Libidokonflikte und Wahngebilde in Ibsens „Peer Gynt“. In: ders.: Frühe Schriften I. Köln: Kiepenheuer & Witsch 1977, S. 19–77
6. ↑  Wilhelm Reich: American Odyssey. New York: Farrar, Straus and Giroux 1999, p. 432
7. ↑  Wilhelm Reich: The Murder of Christ. (1953, geschrieben Juni–August 1951), zitiert nach der deutschen Ausgabe: Christusmord. Olten und Freiburg/Br.: Walter-Verlag 1978, S. 34
8. ↑  Heinz Frederick Peters: Zarathustras Schwester. Fritz und Lieschen Nietzsche – ein deutsches Trauerspiel. München: Kindler 1983 (engl. Orig. 1977)
9. ↑  Klaus Goch: Elisabeth Förster-Nietzsche. Ein biographisches Porträt. In: Luise Pusch (Hg.): Schwestern berühmter Männer. Frankfurt/M.: Insel 1985, S. 363–413;

Carol Diethe: Nietzsches Schwester und der Wille zur Macht. Biographie der Elisabeth Förster-Nietzsche. Hamburg: Europa-Verlag 2001;

Dirk Schaefer: Im Namen Nietzsches. Elisabeth Förster-Nietzsche und Lou Andreas-Salomé. Frankfurt/M.: Fischer-TB 2001
10. ↑  Denis Dutton: Decontextualized Crab; Nietzsche dreams of Detroit. In: Philosophy and Literature, vol. 16, no. 1 (April 1992), pp. 239–249